# Lurö Bratt
Lurö Bratt eller Bratten är en ö i Lurö skärgård i Eskilsäters socken i Säffle kommun. Lurö Bratt är den högsta punkten i Luröskärgården.
Lurö Bratt har genom sin branta strand och isolerade läge gett upphov till en rad sägner. Här skall gastar och spöken hållit till, och ön har i omgivningarna också trotts vara ett Blåkulla där häxorna samlades under skärtorsdagsnatten. Lurö Bratt har ett rikt botaniskt liv. Trädvegetationen består till stora delar av ekar och lindar med hassel och olvonbuskar. Här förekommer rikligt av svarthätta, rödhake och trädgårdssångare. Här förekommer ett 15-tal för Värmland ovanliga växtarter som lundbräsma och glansnäva. Typiska för ön är också myskmadran, nattviolen och hässlebrodden. Lurö Bratt är enda platsen i Värmland där oxbär förekommer, och rundhagtorn har bara påträffats på en annan lokal. Andra ovanligare arter är backlök, gaffelbräken, bergspring och blodnäva.